# 莫尔尼拉波姆赖
莫尔尼拉波姆赖（法語：Morgny-la-Pommeraye，法語發音：[mɔʁɲi la pɔmʁɛ]）是法国滨海塞纳省的一个市镇，属于鲁昂区。

## 地理
莫尔尼拉波姆赖（49°31'24"N, 1°14'53"E）面积6.48 平方千米，位于法国诺曼底大区滨海塞纳省，该省份为法国北部沿海省份，其西部及北部濒大西洋英吉利海峡，东起顺时针与索姆省、瓦兹省、厄尔省和卡爾瓦多斯省接壤。
与莫尔尼拉波姆赖接壤的市镇（或旧市镇、城区）包括：布兰维尔-克勒翁、皮埃尔瓦勒、坎康普瓦、圣安德烈叙卡伊、拉维约吕。

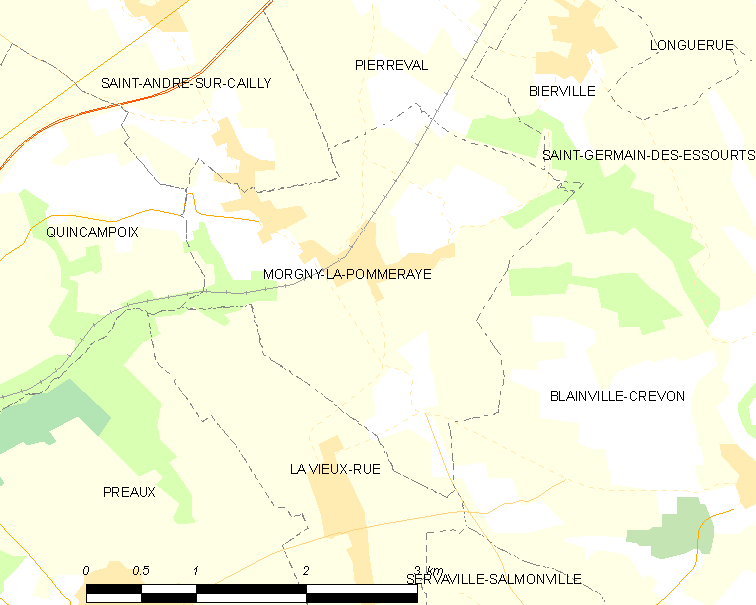
莫尔尼拉波姆赖的OSM定位图

莫尔尼拉波姆赖的时区为UTC+01:00、UTC+02:00（夏令时）。

## 行政
莫尔尼拉波姆赖的邮政编码为76750，INSEE市镇编码为76453。

## 政治
莫尔尼拉波姆赖所属的省级选区为勒梅尼勒埃纳尔县。

## 人口

1962-2008年间莫尔尼拉波姆赖人口变化图示

莫尔尼拉波姆赖于2022年1月1日时的人口数量为1068人。